# The Return of the King
Pour les articles homonymes, voir Le Retour du roi (homonymie).
Pour plus de détails, voir Fiche technique et Distribution.
The Return of the King est un téléfilm d'animation musical américano-japonais réalisé par Jules Bass et Arthur Rankin Jr. et diffusé aux États-Unis sur la chaîne ABC le dimanche 11 mai 1980. Il s'agit d'une adaptation du roman de J. R. R. Tolkien Le Retour du roi, troisième et dernier volet du Seigneur des anneaux. Ce film est inédit en France.

## Fiche technique
- Titre original : The Return of the King
- Réalisation : Jules Bass et Arthur Rankin Jr.
- Scénario : Romeo Muller, d'après le roman Le Retour du roi de J. R. R. Tolkien
- Musique : Maury Laws
- Création des décors : Arthur Rankin Jr.
- Conception des personnages : Lester Abrams, Tsuguyuki Kubo
- Production : Jules Bass, Arthur Rankin Jr. (producteur associé : Masaki Îzuka)
- Studios de production : Rankin/Bass Productions, Topcraft
- Sociétés de distribution : ABC ; Warner Home Video
- Format : 1,33:1 ; couleur
- Son : mono
- Langue : anglais

## Voix originales
Plusieurs comédiens ayant participé au doublage de Hobbit reprennent leurs rôles : Orson Bean interprète Bilbon, mais également Frodon, tandis que John Huston et Brother Theodore doublent à nouveau Gandalf et Gollum, respectivement. Le chanteur Glenn Yarbrough, qui interprétait plusieurs chansons sur la bande originale du Hobbit, est également de retour, dans le rôle du « ménestrel de Gondor ».
- Orson Bean : Frodon Sacquet, Bilbon Sacquet
- Theodore Bikel : Aragorn
- William Conrad : Denethor
- John Huston : Gandalf
- Roddy McDowall : Samsagace Gamegie
- Brother Theodore : Gollum
- Paul Frees : Orques, Uruk-hai, Elrond
- Don Messick : Théoden, Orientaux, la Bouche de Sauron
- John Stephenson : Gondoriens, Roi-Sorcier d'Angmar
- Casey Kasem : Meriadoc Brandebouc
- Sonny Melendrez : Peregrin Touque
- Nellie Bellflower : Éowyn/Dernhelm
- Glenn Yarbrough : le « ménestrel du Gondor »

## Production

### Origines
Cette production s'inscrit à la fois dans la continuité du téléfilm d'animation The Hobbit (1977), également produit par Rankin/Bass, et du film d'animation de Ralph Bakshi Le Seigneur des anneaux (1978), qui s'interrompait après la bataille de Fort-le-Cor. Aussi, les événements du Hobbit, de La Communauté de l'anneau et des Deux Tours sont brièvement résumés au début du téléfilm.
Ce téléfilm est réalisé sans autorisation de la Saul Zaentz Company, détentrice des droits d'adaptation du Seigneur des anneaux, ou du Tolkien Estate, représentant les héritiers de Tolkien. En effet, Rankin/Bass reprend l'argumentation développée quelques années plus tôt par l'éditeur américain Ace Books pour publier une édition pirate du Seigneur des anneaux pour affirmer que Le Retour du roi se trouve dans le domaine public aux États-Unis. Un arrangement à l'amiable est finalement conclu entre les diverses parties.

### Bande originale
Un 33 tours de la bande originale du téléfilm paraît chez Disneyland Records en 1980, ainsi qu'un 45 tours.

## Accueil critique
L'agrégateur de critiques Rotten Tomatoes attribue une moyenne de 67 % à The Return of the King, sur la base de 15 critiques. L'universitaire Janet Brennan Croft pose un regard très négatif sur cette adaptation : « avec ses chansons insipides et son animation médiocre, elle est à éviter et ne constitue ni un bon premier contact avec Tolkien, ni un substitut valable à la lecture du livre ».

## Éditions en vidéo
Warner Bros. commercialise ce téléfilm seul, mais aussi en tant que troisième et dernière partie d'une pseudo-trilogie comprenant également The Hobbit de Rankin/Bass et Le Seigneur des anneaux de Bakshi – bien que ce dernier présente d'importantes différences de style et de ton avec les deux productions télévisuelles.